# Simon Manzoni
Simon Manzoni (* 28. März 1985 in Brixen) ist ein italienischer Fußballspieler auf der Position eines Torwarts.

## Karriere
Simon Manzoni begann seine Karriere in Südtirol. Nach einigen Wechseln innerhalb Italiens kam er 2005 nach Österreich zum SV Absam. Nach einem Wechsel in die Regionalliga West zur SPG Axams/Götzens konnte er in der Saison 2008/09 zum Erste Liga-Aufsteiger SV Grödig wechseln. Dort spielte Manzoni eine so starke Saison, dass er in der nächsten Spielzeit vom Aufstiegskandidaten Nummer 1, dem FC Admira Wacker Mödling, verpflichtet wurde. Anfangs nur als zweiter Torhüter geholt, rückte Manzoni nach der Beurlaubung des Stammtorhüters Thomas Mandl in die Startformation der Admira auf.
Am 18. Juni 2010 wurde Manzonis überraschendes Karriereende bekanntgegeben.
Am 23. Juli 2013 wurde bekannt, dass er die Position eines Torwarttrainers in der FC Admira Wacker Akademie übernehme.